# Eslām Maḩalleh
Eslām Maḩalleh (persiska: اِسلام مَحَلِّه) är en ort i Iran.   Den ligger i provinsen Mazandaran, i den norra delen av landet, 140 km nordost om huvudstaden Teheran. Antalet invånare är 543.
Terrängen runt Eslām Maḩalleh är platt, och sluttar norrut. Runt Eslām Maḩalleh är det ganska tätbefolkat, med 166 invånare per kvadratkilometer. Närmaste större samhälle är Āmol, 17,9 km söder om Eslām Maḩalleh. Trakten runt Eslām Maḩalleh består till största delen av jordbruksmark.